# Asker Hedegaard Boye
Asker Hedegaard Boye (født 13. september 1982) er en dansk idéhistoriker, kritiker og journalist på Weekendavisen.
Han har skrevet om kultur, herunder sport for en lang række danske og udenlandske publikationer og har derudover været studieekspert for Viasat, Canal+ og Canal 9. I 2007-16 havde han en ugentlig klumme, "International fodbold", i Jyllands-Posten. Han har skrevet, oversat og redigeret en række bøger om sport, heriblandt Feltherrer (2012), Daniel Agger (2013), Jeg – en fodboldhipster (2013), Europas arenaer – fortællinger fra fodboldens katedraler (2017) og Spillets forvandling – europæisk fodbold i 30 år (2019).
Boye har været Weekendavisens faste teateranmelder siden 2013. Siden 2020 har han været fast medvirkende i Medianos månedlige podcast Fodboldmagasinet.
Han er cand.mag. i Idéhistorie og Religionsvidenskab fra Aarhus Universitet i 2009.